# 웹 만화

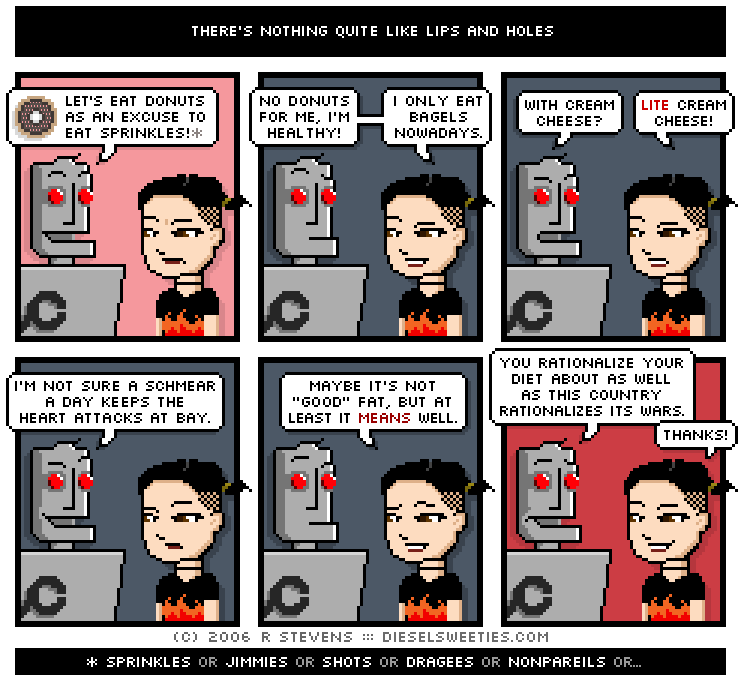

웹 만화(web+漫畫, 영어: webcomic 웹코믹[*], 한국어식 영어: webtoon)는 인터넷에 출판되는 형식의 만화를 의미한다. 디지털 만화의 일종이다. 대한민국의 웹툰도 웹 만화의 일종이다.
웹 만화는 웹사이트나 모바일 앱 등 인터넷에 게시된 만화이다. 많은 웹 만화가 온라인으로만 출판되는 반면, 그 외에는 잡지, 신문, 만화책에도 출판된다.
웹 만화는 인터넷에 연결된 사람이라면 누구나 자신의 웹 만화을 출판할 수 있다는 점에서 자가 출판 인쇄 만화와 비교할 수 있다. 독자층 수준은 매우 다양하다. 많은 책은 창작자의 직계 친구와 가족만이 읽는 반면, 가장 널리 읽히는 책 중 일부는 독자 수가 100만 명을 훨씬 넘는다. 웹 만화는 전통적인 만화와 그래픽 소설부터 아방가르드 만화까지 다양하며 다양한 장르, 스타일, 주제를 다루고 있다. 그들은 때때로 만화 블로그의 역할을 맡는다. 웹 만화가라는 용어는 때때로 웹 만화을 만드는 사람을 지칭하는 데 사용된다.

## 같이 보기
- 디지털 만화
- 웹툰